# Horst Peters (Sprecher)
Horst Peters (* 1. Februar 1947; † 7. März 2019) war ein deutscher Sprecher, Rezitator und Schauspieler.

## Leben
Er erhielt in Bremen über fünf Jahre Sprech- und Schauspielunterricht bei Hörspielregisseuren und Sprechern, was auch eine frühe Mitarbeit in Tonproduktionen jeglicher Art beinhaltete, nebenher erlernte er den Beruf des Bankkaufmanns. Danach war er etliche Jahre beim Militär tätig, wo er u. a. weitere Bildungsabschlüsse erwarb sowie eine Ausbildung in spezieller Psychologie absolvierte. Innerhalb seiner psychologischen Tätigkeit dort war er u. a. auch im Tonstudio als Sprecher, Redakteur sowie Dramaturg und Regisseur tätig, außerdem konnte er eine mehrmonatige Bühnenausbildung absolvieren.
Mit dem Tontechniker Frank Worbs gründete er das international anerkannte und tätige Tonträger-Label „Sound Star-Ton“. Unter dem offiziell eingetragenen Künstlernamen „Pit van Bergen“ ist er als Aufnahmeleiter, Dramaturg, Redakteur und Regisseur tätig. Es entstanden zahllose besondere Produktionen im Musik- und Hörbuchbereich. Frank Worbs und Horst Peters erhielten als Produzenten und für das besondere originale Klangbild mehrere Schallplattenpreise verliehen. Als Rezitator wurde Horst Peters für seine Wolfgang-Borchert-Einspielung Stimmen sind da in der Luft in der Nacht im Rahmen des Deutschen Schallplattenpreises mit „empfehlenswerter Aufnahme“ ausgezeichnet, die Fachzeitungen feierten ihn als „Fellini für die Ohren“ und seine Tätigkeit wurde u. a. mit Hüsch verglichen, auch in New York wurde über ihn berichtet.
TV-Produzent von Horst Peters war Michael Schrader/AVA-Medien in Duisburg, hier entstanden zahlreiche Bild/Film- und TV-Produktionen. Peters hat einen Mitarbeiter-Vertrag als freier Mitarbeiter beim ZDF sowie Co-Produzenten/Mitarbeiter-Verträge bei anderen ARD-Anstalten.
Mit über 50 Literaturprogrammen war Horst Peters seinem Publikum auch mit Liveauftritten in Deutschland und dem deutschsprachigen Ausland verbunden. Auch gestaltete er Auftritte mit Livemusikern, in letzter Zeit u. a. mit den international tätigen Interpreten wie den Pianisten Elena Camarena (Mexiko) und Einar Steen-Nökleberg (Oslo) oder dem Flötisten Klaus-Peter Riemer. Für deutsch-lernende Schüler im Ausland sprach er viele Hörbücher ein, darunter die kompletten Kurzgeschichten von Gudrun Pausewang.
Dem interessierten Zuhörer ist seine Stimme auch durch Rundfunk und TV bekannt. Die Hörbücher sind über den Tonträger-Verlag bei den Kultur-Rundfunk/TV-Anstalten zu hören, die Musikproduktionen auch international. Mit vielen Kultur-Rundfunk/TV-Anstalten in Deutschland und Europa entstanden auch Co-Produktionen. Oftmals waren Horst Peters und Frank Worbs auch ehrenamtlich in Schulen, in der Jugend- und Altenarbeit in Sachen Kultur- und Bildung tätig, wofür sie mehrfach bereits gewürdigt wurden.

## Werke

### Tonträger bei Sound Star-Ton
- Thomas Mann: Zwei frühe Erzählungen
- Erich Kästner: Gesang zwischen den Stühlen (Lyrik)
- Heinrich Böll: Mein trauriges Gesicht – Kurzerzählungen
- Wolfgang Borchert: Kurzgeschichten – Stimmen sind da in der Luft in der Nacht
- Heinar Kipphardt: Der Hund des Generals – Eine Geschichte aus dem 2. Weltkrieg
- Nachtigall, Rose und Riese – Kunstmärchen und Lyrik von Oscar Wilde
- Kinder, seid ihr denn bei Sinnen – Gedichte von Wilhelm Busch
- Die Ballade vom Kopfstand der Pyramide – Ein lyrischer Zyklus von Arno Reinfrank
- Märchen für Kinder und Erwachsene von Hedi Knoop: Toki und Tirileia
- Der Gewekenstein – Märchen und Sagen aus Nienburg und Umgebung
- Märchen aus aller Welt von Josef Guter: Die Reise zu Sonne und Mond
- Was nicht in euren Lesebüchern steht: LP-Ausgabe, Borchert, Brecht, Kästner u. a.
- Ivo Andric: Zwei Novellen (LP-Ausgabe)
- Karl-H. Berndt: Dichter, Maler und Komponist auf Sylt (Novelle und Gedichte – LP-Ausgabe)
- Da erhebt sich die Seele aus brütenden Träumen – Gedichte von John Henry Mackey (LP-Ausgabe)
- Musikalisches Märchen „Die Windmelodie“ mit dem Carl-Orff Orchester, Hannover, Leitung: Ulrich Ristau
- Mitwirkung in der Produktion „Das Karussell“ von und mit Joschi J. Ball (Kinder-CD)

In Co-Produktion mit ZDF/DeutschlandRadio Berlin:
- Leben und Tod
- Sagen-Schweigen-Sagen
- Es begab sich aber zu der Zeit (Adventlich) Meditationen in Wort und Musik
- Mit Georg Gossen, Orgel (3 Hörbücher). Aus Kirchen in Hannover, Loccum und bei Stade

### Tonträger bei anderen Verlagen
- Sprogforlaget Dänemark: ca. 50 Hörbücher für deutsch-lernende Schüler im Ausland (u. a. die kompletten Kurzgeschichten von Gudrun Pausewang)
- Betzel-Verlag: Kinder-Hörbücher, Krimi-Hörbuch: Der Auftrag – Mord in Berlin (Alfred Bekker/M. Munsonius)
- Weitere: Produktionen verschiedenster Arten und Richtungen / Rundfunk, TV- und Film-Sprecher / Werbung

### Bild/TV/Filmproduktionen – AVA-Medien, Duisburg und anderen
- Literaturproduktionen mit Livemusikern/Musik:
  - Joachim Ringelnatz
  - Wilhelm Busch/Kurt Tucholsky
  - Erich Kästner
  - Oscar Wilde
  - Adventliche TV-Produktion von der Insel Wyk auf Föhr
  - TV-Gute Nacht-Geschichten
- Herbstliche Meditation aus der Propsteikirche St. Clemens, Hannover – Leben+Tod für TV-Zwecke.
- Und andere, sowie in zahlreichen Filmen und TV-Beiträgen als Sprecher.
- Weitere: Ton für TV-Film „Mozart“ für das Japanische Fernsehen, sowie für zahlreiche weitere Bild/Film/TV-Produktionen.